# ГЕС Ронгні-Чу
ГЕС Ронгні-Чу – гідроелектростанція, що споруджується на сході Індії у штаті Сіккім. Використовуватиме ресурс із річки Ранікхола, яка стікає з західного схилу хребта Панголакха (відділяє Сіккім від розташованого далі на схід Бутану) та впадає ліворуч до Тісти, котра в свою чергу є правою притокою Брахмапутри. 
В межах проекту Ранікхолу трохи нижче від впадіння її притоки Роро-Чу перекриють водозабірною греблею висотою 14 метрів яка спрямовуватиме ресурс до дериваційного тунелю довжиною 12,5 км та діаметром 4 метри. Він прямуватиме в загальному напрямку на південний захід під хребтом, котрий відділяє долину Ранікхоли від сточища ще однієї лівої притоки Тісти – річки Ранґпо. На завершальному етапі тунель з’єднуватиметься з балансувальною камерою шахтного типу висотою 88 метрів та діаметром 10 метрів. Далі ресурс потраплятиме у напірний водовід довжиною 1436 метрів, який включатиме вертикальну шахту висотою 318 метрів. 
У наземному машинному залі розмістять дві турбіни типу Пелтон потужністю по 48 МВт, які при напорі у 406 метрів забезпечуватимуть виробництво 384 млн кВт-год електроенергії на рік. Відпрацьована вода потраплятиме у Ранґпо.
Видача продукції відбуватиметься по ЛЕП, розрахованій на роботу під напругою 220 кВ.
Первісно завершення проекту планували на 2015/2016 фінансовий рік, проте в середині десятиліття термін зсунули на 2019/2020.